# Élan Ricardo
Élan Joseph Ricardo Ochoa (ur. 20 lutego 2004 w Barranquilli) – kolumbijski piłkarz występujący na pozycji środkowego pomocnika, od 2025 roku zawodnik Beşiktaş.